# Susan Graham
Susan Graham (Roswell, 23 luglio 1960) è un mezzosoprano statunitense.

## Biografia
Cresciuta a Midland nel Texas, si è laureata alla Texas Tech University ed alla Manhattan School of Music. Ha studiato pianoforte per 13 anni. Ha vinto le National Council Auditions del Metropolitan Opera nel 1988 ed il premio Schwabacher del Programma Merola del San Francisco Opera.
La Graham ha fatto il suo debutto internazionale al Royal Opera House, Covent Garden di Londra nel 1994, nel Chérubin di Massenet con Angela Gheorghiu.
La Graham è nota nel repertorio delle arie francesi e di compositori contemporanei americani, tra cui Ned Rorem e Lowell Liebermann. Graham fatto il suo primo recital nella Carnegie Hall nell'aprile 2003.
Nel 2009 tiene un recital al Ravinia Festival di Chicago. Nel 2012 ha tenuto un recital al Théâtre du Châtelet di Parigi ed a Santa Fe (Nuovo Messico).

## CD parziale
- Barber: Vanessa - BBC Symphony Orchestra/Leonard Slatkin, 2004 Chandos
- Berlioz, Enfance du Christ/Hélène/Sara la baigneuse/La belle voyageuse/Chant sacré - Dutoit/Montréal SO/Graham, 1995/1996 Decca
- Berlioz: Les Nuits D'été, Op. 7 - John Nelson/Orchestra of the Royal Opera House, Covent Garden/Susan Graham, 1997 SONY BMG
- Berlioz: Béatrice et Bénédict - Jean-Luc Viala/John Nelson/Orchestre de l'Opéra National de Lyon/Susan Graham/Sylvia McNair, 1992 Erato
- Ives, Concord Sonata; Songs - Pierre-Laurent Aimard/Susan Graham, 2004 Warner Classics - Grammy Award Best Classical Vocal Performance 2005
- Mahler: Songs with Orchestra - San Francisco Symphony/Michael Tilson Thomas/Susan Graham/Thomas Hampson, 2010 San Francisco Symphony
- La Belle Époque: The Songs of Reynaldo Hahn - Roger Vignoles/Susan Graham, 1998 SONY BMG
- Purcell: Dido and Aeneas - Emmanuelle Haïm/Le Concert d'Astrée, 2003 Erato/Warner
- Ravel, Enfant et les sortilèges/Shéhérazade/Alborada del gracioso - Ozawa/Leonard/Graham/Saito Kinen, 2015 Deutsche Grammophon - Grammy Award for Best Opera Recording 2016
- Rorem: 32 Songs - Susan Graham, 2000 Erato
- Schumann: Szenen aus Goethes "Faust" - Claudio Abbado/Barbara Bonney/Berliner Philharmoniker/Brigitte Poschner/Bryn Terfel/Endrik Wottrich/Eric Ericson/Gerhard Schmidt-Gaden/Hans-Peter Blochwitz/Harry Peeters/Iris Vermillion/Jan-Hendrik Rootering/Karita Mattila/Susan Graham/Swedish Radio Choir/Tölzer Knabenchor, 1994 SONY BMG
- Susan Graham - Poèmes de L'amour: Debussy, Chausson and Ravel, 2005 Warner
- Susan Graham: Carnegie Hall Debut Recital, 2003 Warner
- Susan Graham - French Operetta Arias: C'est ça la vie, c'est ça l'amour - City of Birmingham Symphony Orchestra/Susan Graham/Yves Abel, 2002 Warner
- Il tenero momento: Mozart & Gluck Arias - Harry Bicket/Orchestra of the Age of Enlightenment/Susan Graham, 2000 Erato
- The Art of Susan Graham - BBC Symphony Orchestra/Pascal Tortelier/Pierre-Laurent Aimard/Susan Graham, 2009 Warner